# Ebe W. Tunnell

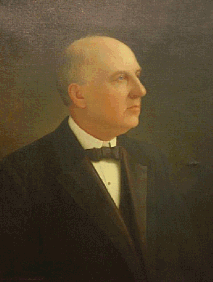
Ebe W. Tunnell

Ebe Walter Tunnell (* 31. Dezember 1844 im Sussex County, Delaware; † 13. Dezember 1917 in Lewes, Delaware) war ein US-amerikanischer Politiker und von 1897 bis 1901 Gouverneur des Bundesstaates Delaware.

## Frühe Jahre und politischer Aufstieg
Ebe Tunnell wurde in Blackwater in der Nähe von Clarksville geboren; beide Orte gehören heute zur Stadt Ocean View. Nach seiner Schulzeit übernahm er den von seinem Großvater gegründeten Gemischtwarenladen in seinem Geburtsort. Im Jahr 1872 zog er nach Lewes, wo er eine Eisenwarenhandlung und eine Drogerie betrieb. Tunnell wurde Mitglied der Demokratischen Partei. Im Jahr 1870 wurde er für eine Legislaturperiode in das Repräsentantenhaus von Delaware gewählt. Zwischen 1885 und 1890 war er als „Clerk of Peace“ Friedensrichter im Sussex County. Von 1882 bis 1917 war er Präsident der Farmer’s Bank of Delaware. Im Jahr 1894 kandidierte er erfolglos für das Amt des Gouverneurs seines Staates. Bei den nächsten Wahlen am 3. November 1896 schaffte er dann den erhofften Wahlsieg. Er erreichte zwar nur 47 % der Wählerstimmen, was aber unter den drei angetretenen Bewerbern das beste Ergebnis darstellte.

## Gouverneur von Delaware
Ebe Tunnell trat seine vierjährige Amtszeit am 19. Januar 1897 an. In dieser Zeit wurde ein Landwirtschaftsausschuss ins Leben gerufen und das Gerichtswesen neu strukturiert. Außerdem wurde eine neue Staatsverfassung ausgearbeitet, die 1897 in Kraft trat und mit der unter anderem das Amt des Vizegouverneurs geschaffen wurde. Auch die Vertretung der einzelnen Countys in der Legislative wurde neu geregelt. Die neue Verfassung erlaubte es auch den Gouverneuren, zwei zusammenhängende Amtszeiten zu absolvieren. Politisch hatte schon vor Tunnells Amtszeit in Delaware ein Umschwung zu Gunsten der Republikanischen Partei stattgefunden, der sich auch weiterhin fortsetzte. Der Umschwung zeigte sich dann darin, dass Tunnell bis 1937 der letzte demokratische Gouverneur von Delaware bleiben sollte.

## Weiterer Lebenslauf
Nach dem Ende seiner Amtszeit am 15. Januar 1901 zog sich Tunnell aus der Politik zurück und widmete sich wieder mehr seinen umfangreichen privaten Geschäften. Er war weiterhin Bankpräsident und wurde Vorstandsmitglied einer Eisenbahngesellschaft. Ebe Tunnell war unverheiratet. Er war ein entfernter Verwandter von James M. Tunnell (1879–1957), der von 1941 bis 1947 Delaware im US-Senat vertrat.